# Banatsko Višnjićevo
Banatsko Višnjićevo (srbsko Банатско Вишњићево) je naselje v Srbiji, ki upravno spada pod Občino Žitište; slednja pa je del Srednjebanatskega upravnega okraja.

## Demografija
V naselju, katerega (srbsko-cirilično) ime je Банатско Вишњићево (Banatsko Višnjićevo), madžarsko pa Vida, živi 319 polnoletnih prebivalcev, pri čemer je njihova povprečna starost 45,8 let (44,0 pri moških in 47,4 pri ženskah). Naselje ima 148 gospodinjstev, pri čemer je povprečno število članov na gospodinjstvo 2,59.
To naselje je, glede na rezultate popisa iz leta 2002, večinoma srbsko, a v času zadnjih treh popisov je opazno zmanjšanje števila prebivalcev.
|  |

| Demografija | Demografija     | Demografija     |
| Leto        | Št. prebivalcev | Št. prebivalcev |
| ----------- | --------------- | --------------- |
|             |                 |                 |
|             |                 |                 |
|             |                 |                 |
|             |                 |                 |
| 1948        | 662             |                 |
| 1953        | 682             |                 |
| 1961        | 677             |                 |
| 1971        | 577             |                 |
| 1981        | 458             |                 |
| 1991        | 391             | 391             |
| 2002        | 384             | 384             |
|             |                 |                 |

| Etnična sestava po popisu iz leta 2002 | Etnična sestava po popisu iz leta 2002 | Etnična sestava po popisu iz leta 2002 | Etnična sestava po popisu iz leta 2002 | Etnična sestava po popisu iz leta 2002 |
| -------------------------------------- | -------------------------------------- | -------------------------------------- | -------------------------------------- | -------------------------------------- |
| Srbi                                   | Srbi                                   |                                        | 362                                    | 94,27%                                 |
| Črnogorci                              | Črnogorci                              |                                        | 3                                      | 0,78%                                  |
| Jugoslovani                            | Jugoslovani                            |                                        | 3                                      | 0,78%                                  |
| Romuni                                 | Romuni                                 |                                        | 2                                      | 0,52%                                  |
| Hrvati                                 | Hrvati                                 |                                        | 1                                      | 0,26%                                  |
| Madžari                                | Madžari                                |                                        | 1                                      | 0,26%                                  |
| Neznano                                | Neznano                                |                                        | 10                                     | 2,60%                                  |